# Amt Kirchspielslandgemeinde Albersdorf

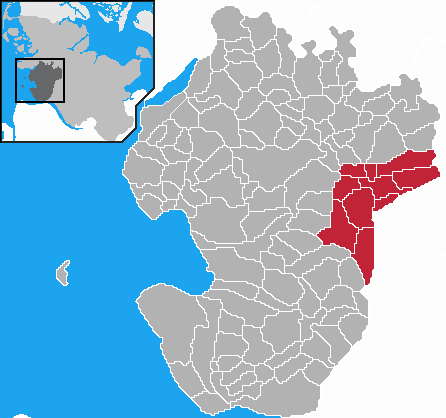
Lage des ehem. Amtes KLG Albersdorf im Kreis Dithmarschen

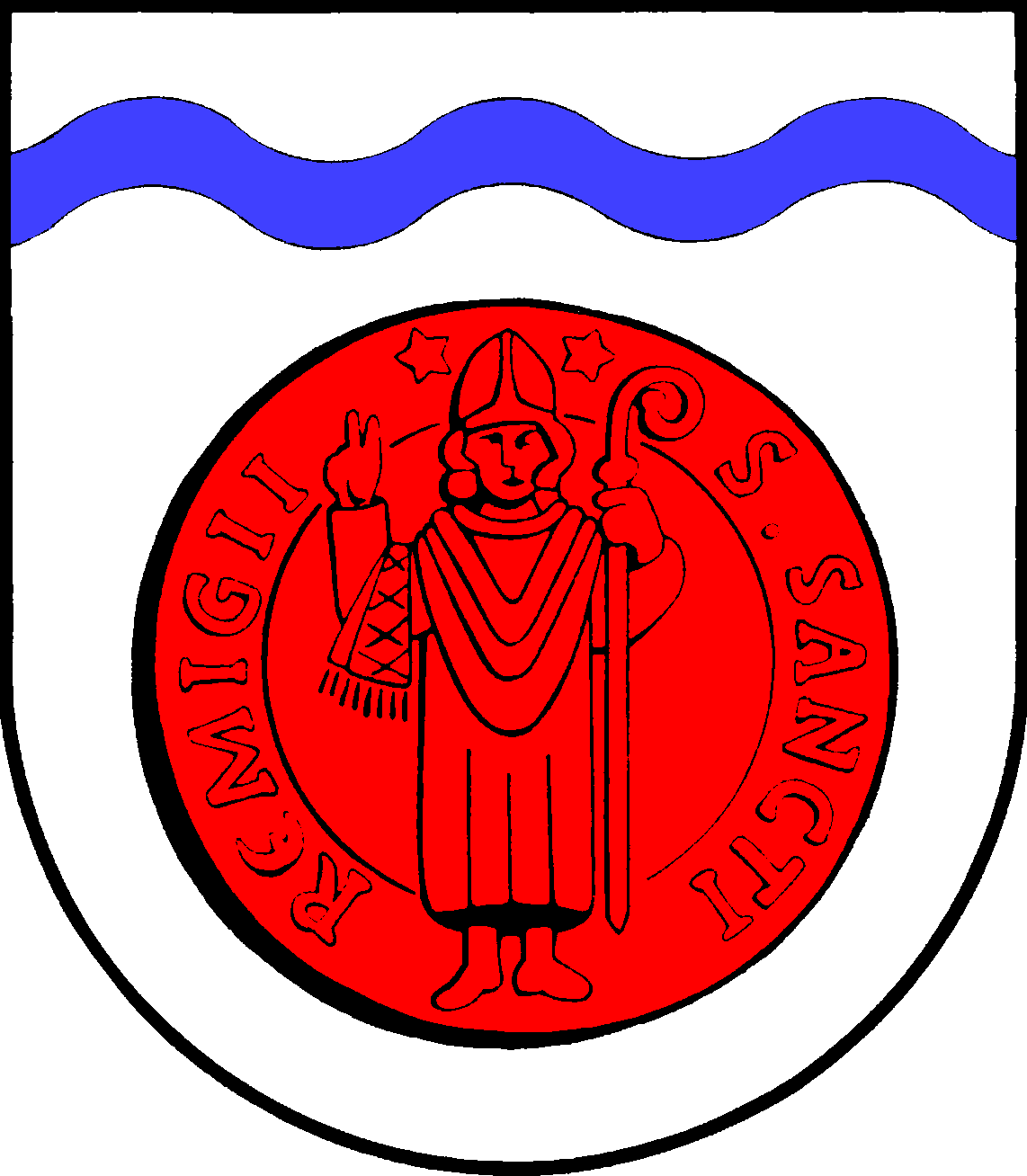
Wappen des ehem. Amtes KLG Albersdorf

Das Amt Kirchspielslandgemeinde Albersdorf war ein Amt im Kreis Dithmarschen in Schleswig-Holstein. Der Sitz der Verwaltung war in Albersdorf. Am 25. Mai 2008 schlossen sich die Gemeinden des Amtes mit den Gemeinden des Amtes Kirchspielslandgemeinde Meldorf-Land und der Stadt Meldorf zum Amt Mitteldithmarschen zusammen.
Zuletzt hatte das Amt eine Fläche von knapp 120 km² und 7700 Einwohner in den Gemeinden
1. Albersdorf
2. Arkebek
3. Bunsoh
4. Immenstedt
5. Offenbüttel
6. Osterrade
7. Schafstedt
8. Schrum
9. Tensbüttel-Röst
10. Wennbüttel

## Wappen
Blasonierung: „Unter blauem Wellenbalken in Silber der rote Abdruck eines mittelalterlichen Kirchspielsiegels. Das Siegelbild gibt einen Bischof wieder im Messgewand mit der Mitra auf dem Kopf, erhobener rechter Hand und in der linken den Bischofsstab mit auswärts gewendeter Krümme haltend. Zu beiden Seiten der Figur und außerhalb eines inneren Randes die Umschrift: S(IGILLUM) SANCTI REMIGII: Rechts und links der Mitra ein fünfstrahliger Stern.“